# Mariensäule (Münchsmünster)

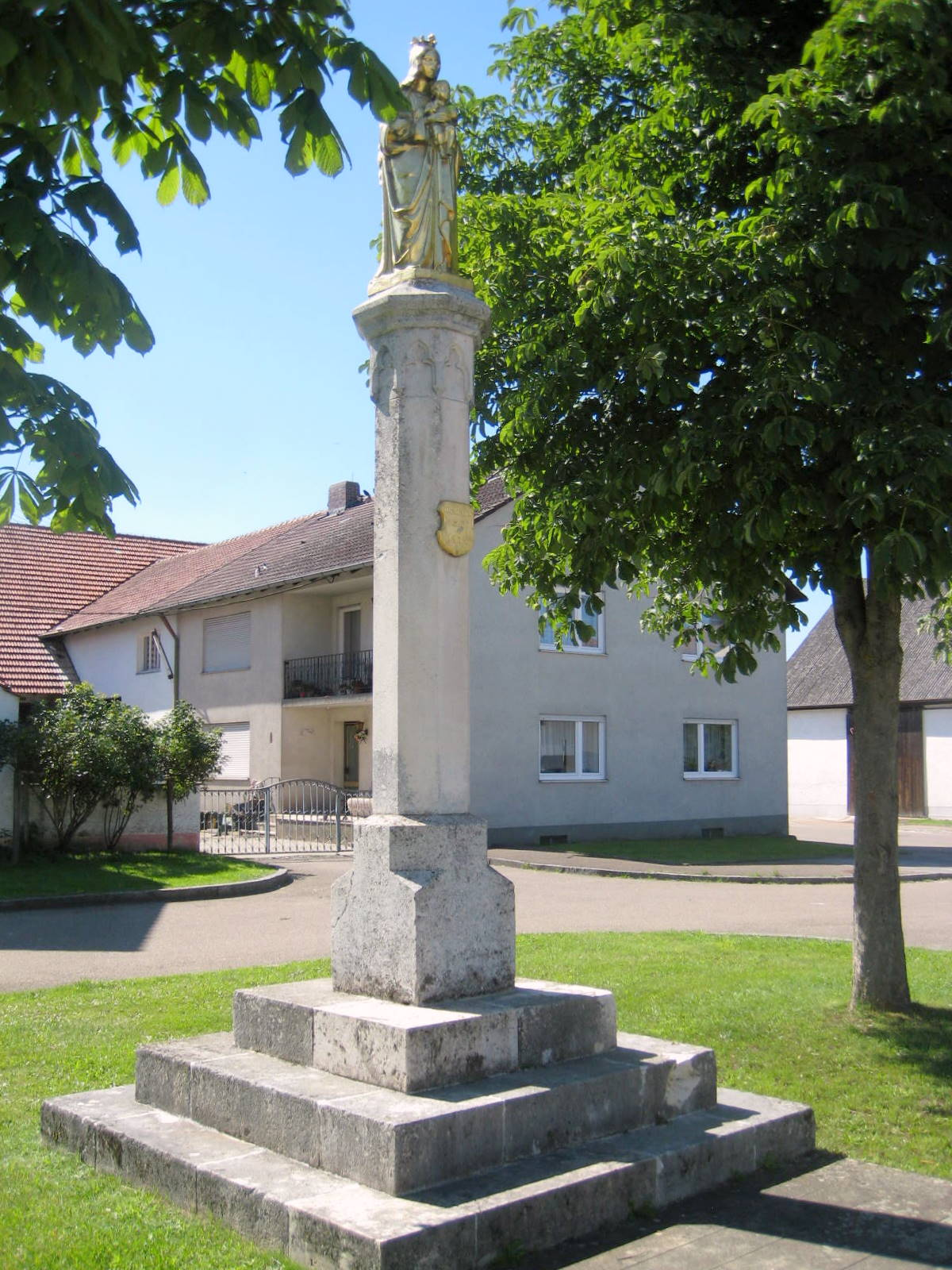
Mariensäule in Münchsmünster

Die Mariensäule in Münchsmünster, einer Gemeinde im oberbayerischen Landkreis Pfaffenhofen an der Ilm, wurde 1858 errichtet. Die Mariensäule am Marienplatz gehört zu den geschützten Baudenkmälern in Bayern.
Auf einer polygonalen Kalksteinsäule mit Maßwerkdekor, auf einem dreistufigen Sockel stehend, erhebt sich die vergoldete Marienfigur.